# Танака, Макико
Макико Танака (яп. 田中 眞紀子; род. 14 января 1944, Бункё, Токио) — японский государственный деятель, министр иностранных дел (2001—2002) и министр образования, культуры, спорта, науки и технологий (2012).

## Биография
Родилась 14 января 1944 года в районе Бункё, Токио, Япония, в семье политика Какуэя Танаки. Макико училась в средней школе в Джермантауне, штат Пенсильвания, а затем окончила Университет Васэда. В юности она помогала своему отцу во многих политических вопросах и исполняла обязанности первой леди страны, поскольку её мать, Хана, отсутствовала из-за продолжительной болезни. 
В 1993 году Танака впервые была избрана в Палату представителей, вскоре после смерти своего отца.

## Карьера
В апреле 2001 года Танака стала первой женщиной-министром иностранных дел Японии. Она была уволена из кабинета в январе 2002 года, после критических замечаний в адрес премьер-министра Дзюнъитиро Коидзуми. Позже, в 2003 году, она была исключена из правящей Либерально-демократической партии.
В августе 2002 года Танака подала в отставку из парламента после обвинений в том, что она присваивала зарплату своих секретарей на министерском посту. Токийский суд оправдал её в сентябре того же года, и она вновь баллотировалась как независимый кандидат в ноябре 2003 года.
В августе 2009 года Танака с супругом присоединились к оппозиционной Демократической партии Японии, а в сентябре того же года она возглавила парламентский комитет по образованию, культуре, спорту, науке и технологиям. В сентябре 2011 года она стала председателем комитета по иностранным делам. 1 октября 2012 года Танака получила портфель министра образования, культуры, науки, спорта и технологий после перестановок в кабинете Ёсихико Ноды.
26 декабря 2012 года она покинула свой пост после поражения парламентских выборах.

## Личная жизнь
С 1969 года Танака замужем за Наоки Танакой, который является бывшим министром обороны Японии.